# Hôpital de maternité de Pyongyang
L'hôpital de maternité de Pyongyang est un centre hospitalier universitaire et une maternité situé à Pyongyang en Corée du Nord. Il est d'une capacité d'approximativement 1500 lits dont 650 sont alloués aux naissances, 350 à la gynécologie, 500 au traitement des enfants et 57 pour la médecine générale. Le bâtiment a été construit en 1979 et a ouvert le 30 juillet 1980.
Les activités de l'hôpital sont multiples telles que la recherche, l'enseignement et la formation de personnel médical ou la production de médicaments.
L'hôpital présente un système de communication à distance afin de remplacer la visite directe des mères après l'accouchement dans le but d'éviter des infections.